# Antônio Ferreira Cesarino Júnior
Antônio Ferreira Cesarino Júnior (16 de março de 1906 – 10 de março de 1992) foi um jurista brasileiro e professor da Universidade de São Paulo (USP). Foi o precursor do direito do trabalho no Brasil, com a publicação dos primeiros livros sobre o tema: "Direito Social Brasileiro" (1940) e "Direito Processual do Trabalho" (1942). Inovou na educação jurídica, organizando cursos na disciplina do direito do trabalho, orientando monografias na área e encaminhando os estudantes para estágios em sindicatos e delegacias regionais do trabalho, no Instituto Nacional do Seguro Social (INSS) e em departamentos de recursos humanos.
Fundou o Partido Democrata Cristão brasileiro em julho de 1945. Mais tarde abandonara essa ideia, arrependendo-se de seu envolvimento com a política. Em 1954, realizou em São Paulo primeiro Congresso Mundial de Direito do Trabalho (OIT). Como primeiro professor de direito do trabalho no Brasil, fundou em 1938 o Departamento de Direito Social (atualmente, Departamento de Direito do Trabalho e da Seguridade Social).
Era negro e enfrentou obstáculos na vida acadêmica em razão do preconceito racial.

## Carreira
Cesarino foi inicialmente professor do ensino médio em escolas públicas (Campinas, 1929, São Paulo, 1934), antes de se tornar professor na Faculdade de Direito da Universidade de São Paulo (1938), onde ocupou a primeira cadeira de "legislação social" (ou direito do trabalho) no país.